# Triops granarius
Triops granarius es un crustáceo que vive en Centroamérica y en Sudamérica, África, Oriente Medio, China, Japón, Mongolia en charcos.[cita requerida] Son crustáceos parecidos a las gambas y cangrejos y surgieron en la era de los dinosaurios. Sus huevos son duraderos y se pueden criar. Son inofensivo para los humanos , pero devora todo lo que sea más pequeño que uno de ellos que sea comestible.

### Vídeos
- Youtube: Triops granarius

- Datos: Q7843161
- Multimedia: Triops granarius / Q7843161